# Футбол на літніх Олімпійських іграх 1936
Олімпійський футбольний турнір 1936 року пройшов на Олімпіаді в Берліні. Турнір, як і всі Олімпійські ігри, відбувався на фоні політичного й міждержавного напруження в той час у Європі та світі.
Переможцем турніру стала команда Італії. З погляду історії футболу, представництво на турнірі постраждало також через проведення чемпіонату світу з футболу.
Проведення першого чемпіонату світу з футболу 1930 року, який був однією з причин відсутності футбольного турніру в програмі Ігор 1932 року, призвело до девальвації престижу футбольного турніру Олімпіади. Відтоді країни виставляли своїх найкращих гравців на чемпіонати світу, а на Олімпіади приїздили аматори.
Відновлення олімпійського футбольного турніру в 1936 році було забезпечено, бо німецькі організатори були впевнені, що це підніме престиж Ігор у Берлині. Крім того, Німеччина була одним з фаворитів. Перші невдачі її національної збірної не знизили інтересу вболівальників до турніру, отож матчі за бронзові й золоті медалі Ігор подивилися загалом 195 000 чоловік.

## Учасники
| 1-е місце | 2-е місце | 3-є місце |
| --------- | --------- | --------- |
| Італія    | Австрія   | Норвегія  |

| - Італія - Австрія - Норвегія - Польща - Велика Британія - Перу - Німеччина - Японія | - Швеція - США - Єгипет - Китай - Угорщина - Фінляндія - Туреччина - Люксембург |

## Турнір

### Перший раунд
| 3 серпня |  | Італія          | 1 | - | 0 (0-0) | США        |
| 3 серпня |  | Норвегія        | 4 | - | 0 (1-0) | Туреччина  |
| 4 серпня |  | Японія          | 3 | - | 2 (0-2) | Швеція     |
| 5 серпня |  | Польща          | 3 | - | 0 (2-0) | Угорщина   |
| 5 серпня |  | Австрія         | 3 | - | 1 (2-0) | Єгипет     |
| 6 серпня |  | Німеччина       | 9 | - | 0 (2-0) | Люксембург |
| 6 серпня |  | Перу            | 7 | - | 3 (3-1) | Фінляндія  |
| 6 серпня |  | Велика Британія | 2 | - | 0 (0-0) | Китай      |

### Чвертьфінали
| 7 серпня |  | Італія    | 8 | - | 0 (2-0) | Японія          |  |
| 7 серпня |  | Німеччина | 0 | - | 2 (0-1) | Норвегія        |  |
| 8 серпня |  | Польща    | 5 | - | 4 (2-1) | Велика Британія |  |

| 8 серпня |  | Перу | 4 | - | 2 (2-2, 2-2, 2-0), дод. час | Австрія |

### Півфінали
| 10 серпня |  | Італія | 2 | - | 1 (0-0, 1-1, 1-0), дод. час | Норвегія |

| 11 серпня |  | Польща | 1 | - | 3 (0-1) | Австрія |

### Матч за третє місце
| 13 серпня 1936 |

| Норвегія              | 3:2 | Польща                      |
| --------------------- | --- | --------------------------- |
| Брустад 15', 21', 84' |     | Водаж 5' Петерек 24' (пен.) |

| Олімпійський (Берлін) Глядачів: 82 000 |

| Норвегія:          |                   |
|                    |                   |
| ВР                 | Генрі Йогансен    |
| ЗХ                 | Нільс Еріксен     |
| ЗХ                 | Ейвінд Гольмсен   |
| ПЗ                 | Фрітьйоф Уллеберг |
| ПЗ                 | Йорген Юве        |
| ПЗ                 | Рольф Гольмберг   |
| НП                 | Магдалон Монсен   |
| НП                 | Рейдар Кваммен    |
| НП                 | Альф Мартінсен    |
| НП                 | Одд Францен       |
| НП                 | Арне Брустад      |
| Запасні:           |                   |
| ЗХ                 | Фредрік Хорн      |
| НП                 | Магнар Ісаксен    |
| ВР                 | Сверре Гансен     |
| Тренер:            |                   |
| Асб'єрн Гальворсен |                   |

| Польща:     |                       |
|             |                       |
| ВР          | Спіридіон Альбанський |
| ЗХ          | Владислав Щепаняк     |
| ЗХ          | Антоній Галецький     |
| ПЗ          | Вільгельм Гура        |
| ПЗ          | Францишек Цибуляк     |
| ПЗ          | Евальд Дитко          |
| НП          | Валеріан Киселінський |
| НП          | Міхал Матіяс          |
| НП          | Теодор Петерек        |
| НП          | Губерт Гад            |
| НП          | Герард Водаж          |
| Запасні:    |                       |
| НП          | Фрідріх Шерфке        |
| ЗХ          | Генрик Мартина        |
| ПЗ          | Ян Васевич            |
| ПЗ          | Юзеф Котлярчик        |
| НП          | Ришард Пєц            |
| ПЗ          | Валенти Муселяк       |
| Тренер:     |                       |
| Юзеф Калужа |                       |

### Фінал
| 16 серпня 1936 |

| Італія          | 2:1 (д.ч.) | Австрія         |
| --------------- | ---------- | --------------- |
| Фроссі (70, 92) |            | Кайнберґер (80) |

| Берлін |

| Італія | Австрія |
| Бруно Вентуріні, Альфредо Фоні, П'єтро Рава, Джузеппе Бальдо, Акілле Піччіні, Уго Локателлі, Аннібале Фроссі, Ліберо Маркіні, Серджо Бертоні, Карло Б'яджі, Франческо Габріотті | Еді Кайнберґер, Ернст Кюнц, Мартін Карґль, Антон Кренн, Карл Вальмюллер, Макс Гофмайстер, Вальтер Верґінц, Адольф Лавдон, Клемент Штайнмец, Карл Кайнберґер, Франц Фухсберґер |